# Satz von Gerschgorin
Der Satz von Gerschgorin (nach dem Mathematiker Semjon Aronowitsch Gerschgorin) ist ein Lehrsatz aus der Algebra. Er besagt, dass die komplexen Nullstellen {\displaystyle \xi _{1},\dots ,\xi _{n}} eines normierten komplexen Polynoms
{\displaystyle p=X^{n}+p_{n-1}X^{n-1}+\dots +p_{0}}
in einem Kreis {\displaystyle K} um den Nullpunkt mit dem Radius {\displaystyle r} liegen, wobei die Abschätzungen
- {\displaystyle r\leq \max\{1,\sum _{j=0}^{n-1}|p_{j}|\}} und
- {\displaystyle r\leq \max\{|p_{0}|,1+|p_{1}|,\dots ,1+|p_{n-1}|\}}

gelten.

## Gerschgorin-Kreise
Dieser Satz ist eine Folgerung aus dem Satz über die Gerschgorin-Kreise in der komplexen Ebene, welche die Eigenwerte einer quadratischen Matrix enthalten. Für jede Matrix {\displaystyle A\in \mathbb {C} ^{n\times n}} gilt, dass die Eigenwerte von {\displaystyle A} in der Vereinigung der Kreisscheiben
{\displaystyle D{\big (}a_{k,k},r_{k}{\big )}={\big \{}\,z\in \mathbb {C} :\,|z-a_{k,k}|\leq r_{k}\,{\big \}}}
um die Diagonalelemente {\displaystyle a_{k,k}} mit Radien {\displaystyle r_{k}=\sum _{j\neq k}|a_{k,j}|} bzw. bei Betrachtung der transponierten Matrix mit Radien {\displaystyle r_{k}=\sum _{j\neq k}|a_{j,k}|}
liegen. Jede Zusammenhangskomponente der Vereinigung enthält genauso viele Eigenwerte wie Diagonalelemente der Matrix {\displaystyle A}.

## Begleitmatrizen
Multipliziert man ein Polynom {\displaystyle q(X)} mit Grad {\displaystyle \deg(q)<n} mit der Variablen {\displaystyle X} und reduziert das Produkt modulo {\displaystyle p(X)}, so entsteht ein neues Polynom {\displaystyle {\tilde {q}}(X)=X\cdot q(X)\mod p(X)} mit Grad kleiner {\displaystyle n}. Diese Zuordnung ist eine lineare Abbildung des Raums {\displaystyle \mathbb {C} [X]_{n-1}} der Polynome vom Grad {\displaystyle n-1} (oder kleiner) in sich selbst. Zu jeder Basis dieses {\displaystyle n}-dimensionalen Vektorraums (genauer des Quotientenrings {\displaystyle \mathbb {C} [X]/(p(X))}) kann daher eine Koeffizientenmatrix dieses Multiplikationsoperators angegeben werden. Diese wird Begleitmatrix des Polynoms genannt.
Jede Begleitmatrix des Polynoms {\displaystyle p(X)} hat die Nullstellen des Polynoms als Eigenwerte. Das Eigenpolynom zum Eigenwert {\displaystyle \xi _{k}} ist {\displaystyle q_{k}(X)=\prod _{j\neq k}(X-\xi _{k})}, denn {\displaystyle X\cdot q_{k}(X)=\xi _{k}q_{k}(X)+p(X)}.

### Begleitmatrix zur Standardbasis
Die Standardbasis besteht aus den Monomen {\displaystyle w_{1}=1,w_{2}=X,w_{3}=X^{2},\dots ,w_{n}=X^{n-1}}. Die Produkte {\displaystyle X\cdot w_{1}(X)=w_{2}(X),\dots ,X\cdot w_{n-1}(X)=w_{n}(X)} sind schon die gradminimalen Repräsentanten modulo {\displaystyle p(X)}, für das letzte Basiselement gilt
{\displaystyle X\cdot w_{n}(X)=X^{n}=p(X)-p_{0}w_{1}-p_{1}w_{2}-\dots -p_{n-1}w_{n}}.
Die Begleitmatrix (in Frobenius-Form) ist also
{\displaystyle A={\begin{pmatrix}0&1&0&\dots \\0&0&1&0&\dots \\\vdots &&\ddots &\ddots \\0&&&0&1\\-p_{0}&-p_{1}&-p_{2}&\dots &-p_{n-1}\end{pmatrix}}}.
Die Nullstellen des Polynoms {\displaystyle p} sind daher in der Vereinigung der Kreisscheiben {\displaystyle D(0,1)} und {\displaystyle D(-p_{n-1},|p_{0}|+\cdots +|p_{n-2}|)} enthalten. Bei Verwendung der transponierten Begleitmatrix ergibt sich die Vereinigung der Kreisscheiben {\displaystyle D(0,|p_{0}|)}, {\displaystyle D(0,1+|p_{k}|),\;k=1,...,n-2} und {\displaystyle D(-p_{n-1},1)}. Aus diesen beiden Fällen ergeben sich die einleitend angegebenen Abschätzungen.

### Begleitmatrix zur Basis der Lagrange-Interpolation
(vgl. Börsch-Supan 1963): Seien {\displaystyle z_{1},\dots ,z_{n}\in \mathbb {C} } paarweise verschiedene komplexe Zahlen. Dann bilden die Polynome
{\displaystyle w_{k}(X)=\prod _{j\neq k}(X-z_{j}),\;k=1,...,n}
eine Basis des Raums der Polynome vom Grad kleiner {\displaystyle n}. Der führende Koeffizient ist jeweils 1. Deshalb ist der minimale Repräsentant von {\displaystyle X\cdot w_{k}(X)\mod p(X)} gerade das Polynom {\displaystyle X\cdot w_{k}(X)-p(X)}. Nach der Formel der Lagrange-Interpolation kann dieses Polynom in der gewählten Basis ausgedrückt werden:
{\displaystyle X\cdot w_{k}(X)-p(X)=\sum _{j=1}^{n}{\big (}z_{j}w_{k}(z_{j})-p(z_{j}){\big )}\,{\frac {w_{j}(X)}{w_{j}(z_{j})}}=z_{k}w_{k}(X)-\sum _{j=1}^{n}{\frac {p(z_{j})}{w_{j}(z_{j})}}\,w_{j}(X)}.
Die Begleitmatrix ergibt sich somit zu
{\displaystyle A=\operatorname {diag} (z_{1},\dots ,z_{n})-{\begin{pmatrix}1\\\vdots \\1\end{pmatrix}}\left({\frac {p(z_{1})}{w_{1}(z_{1})}},\dots ,{\frac {p(z_{n})}{w_{n}(z_{n})}}\right)}.
Je näher die Stützstellen {\displaystyle z_{1},\dots ,z_{n}\in \mathbb {C} } an den wahren Nullstellen liegen, desto kleiner wird der zweite Summand, das heißt desto kleiner sind die Radien der Gerschgorin-Kreise.
Die Nullstellen von {\displaystyle p} sind danach in der Vereinigung der Kreisscheiben
{\displaystyle D\left(z_{k}-{\frac {p(z_{k})}{w_{k}(z_{k})}},\sum _{j\neq k}\left|{\frac {p(z_{j})}{w_{j}(z_{j})}}\right|\right)}
bzw. bei Verwendung der transponierten Begleitmatrix in der Vereinigung der Kreisscheiben
{\displaystyle D\left(z_{k}-{\frac {p(z_{k})}{w_{k}(z_{k})}},(n-1)\left|{\frac {p(z_{k})}{w_{k}(z_{k})}}\right|\right)}
enthalten. Sind die gewählten Stützstellen {\displaystyle z_{1},\dots ,z_{n}\in \mathbb {C} } gute Approximationen der Nullstellen von p(X), so zerfällt die Vereinigung der Kreisscheiben in Zusammenhangskomponenten, die jeweils einen Cluster von Nullstellen bzw. eine mehrfache Nullstelle enthalten. Sind die Nullstellen gut getrennt und die Approximation gut genug, so sind die Kreisscheiben paarweise disjunkt und jede enthält genau eine Nullstelle.
Eine weitere Beobachtung ist, dass die Zentren {\displaystyle z_{k}-{\tfrac {p(z_{k})}{w_{k}(z_{k})}}} der Kreisscheiben bessere Schätzungen der Nullstellen von {\displaystyle p} darstellen. Wiederholt man diese Verbesserung in einer Rekursion, so ergibt sich das Weierstraß-(Durand-Kerner)-Verfahren.

### Verbesserung
A. Neumaier (2003) gibt die folgende Verbesserung der Kreisscheiben im letzten Beispiel: Die Nullstellen sind in den Kreisscheiben
{\displaystyle D\left(z_{k}-{\frac {np(z_{k})}{2w_{k}(z_{k})}},\left|{\frac {np(z_{k})}{2w_{k}(z_{k})}}\right|\right),\;k=1,...,n},
enthalten. Diese Kreisscheiben sind Teilmengen der Kreisscheiben zur transponierten Matrix im letzten Beispiel. Der Radius reduziert sich gegenüber der dort abgeleiteten Formel um einen Faktor von etwa {\displaystyle {\frac {1}{2}}}.